# Gilles de Trazegnies

Wappen Gilles’ de Trazegnies

Gilles de Trazegnies genannt le Brun († nach 1272) war ein Connétable von Frankreich.
Er stammte aus einer adligen Familie des Hennegau und war der Sohn des Gilles II. de Trazegnies († 1204), Connétable des Grafen von Flandern. Obwohl somit Ausländer, wurde er zum Vertrauten des französischen Königs Ludwig IX., der ihn 1248 zu seinem Connétable machte.
1248 bis 1250 begleitete er Ludwig IX. zum Sechsten Kreuzzug nach Ägypten. 1259 klagte er Enguerrand IV. de Coucy an, welcher drei seiner Verwandten hat hängen lassen. 1266 diente er Karl von Anjou in Sizilien, wo er zu den Kommandeuren der französischen Truppen in der Schlacht bei Benevent gehörte.